# Büyüktuy, Pasinler
Büyüktüy là một xã thuộc huyện Pasinler, tỉnh Erzurum, Thổ Nhĩ Kỳ. Dân số thời điểm năm 2011 là 293 người.